# Georgi Batsjev
Georgi Krumov Batsjev (Bulgaars: Георги Крумов Бачев) (Blagoëvgrad, 18 april 1977) is een voormalig Bulgaars voetballer. Hij speelde bij OFK Pirin Blagoëvgrad, Slavia Sofia, Levski Sofia en OFK Vihren.

## Loopbaan
Batsjev maakte zijn debuut voor Bulgarije in 1997. Hij heeft 16 wedstrijden gespeeld en daarin 1 doelpunt gemaakt voor de nationale ploeg. Hij zat in de selectie die meedeed aan het Wereldkampioenschap voetbal 1998. Tijdens dat toernooi, op 24 juni 1998, maakte hij eigen doelpunt in een wedstrijd tegen Spanje. 
Na zijn spelersloopbaan werd kortstondig Batsjev trainer. In 2010 werd hij eindverantwoordelijke van Lokomotiv Mezdra.